# Skifferhättemossa
Skifferhättemossa (Orthotrichum laevigatum) är en bladmossart som beskrevs av J. E. Zetterstedt 1862. Skifferhättemossa ingår i släktet hättemossor, och familjen Orthotrichaceae. Enligt den finländska rödlistan är arten akut hotad i Finland. Enligt den svenska rödlistan är arten otillräckligt studerad i Sverige. Arten förekommer i Övre Norrland. Artens livsmiljö är fjällklippor, block- och stenmarker. Inga underarter finns listade i Catalogue of Life.